# 蔵持駅
蔵持駅（くらもちえき）は、三重県名張市蔵持町原出にかつてあった近畿日本鉄道（現・伊賀鉄道）伊賀線の駅（廃駅）である。

## 歴史
- 1922年（大正11年）7月18日：伊賀電気鉄道 上野町 - 名張（後の西名張駅）間の開業にともない開設。
- 1945年（昭和20年）6月1日：近鉄大阪線と競合するため一旦休止。
- 1946年（昭和21年）3月15日：関西本線に直通する貨物列車の便を図って営業再開。
- 1964年（昭和39年）10月1日：伊賀線伊賀神戸 - 西名張間廃線に伴い廃止。翌日、代替駅として大阪線に桔梗が丘駅を開設。

## 駅構造
廃止時は単式ホーム1面1線の無人駅だったが、相対式ホームの痕跡が残り、構内に面して農業倉庫が建つなど、広い敷地を有していた。

## 廃止後
廃止後も駅横にあった農業倉庫が長らく残り、目印になっていたが、現在は痕跡をほとんどとどめず、駅のあった場所は名張市蔵持市民センターと蔵持まちの保健室となっている。また、線路跡が生活道路に転用されている。この道路は桔梗が丘駅の手前まで続くが、同駅手前のシャックリ川を渡る橋梁では橋桁が道路橋に再利用されており、並走する近鉄大阪線の車窓からも確認できる。伊賀線は桔梗が丘駅のすぐ横を通っていたが、この部分は現在、保線基地に転用されており、ここから西原駅にかけての線路跡は三重県道57号上野名張線と森に取り込まれ、確認は困難である。

## 隣の駅
近畿日本鉄道
■伊賀線 
西原駅 - 蔵持駅 - 八丁駅